# Солюс, Олег Павлович
Оле́г Па́влович Со́люс (1915—1976) — советский актёр театра и кино, заслуженный артист РСФСР (1969), заслуженный артист Таджикской ССР(1945).

## Биография
Олег Павлович Солюс родился 9 сентября 1915 года. В 1935 году окончил студию под руководством А. Д. Дикого. С 1937 актёр и главный режиссëр Русского драматического театра в Сталинабаде.
С 1946 до конца жизни — актёр и режиссёр Московского театра Сатиры.
Ушёл из жизни 15 сентября 1976 года, похоронен на 7 участке Пятницкого кладбища в Москве.

## Творчество

### Роли в театре
- 1946 — «День отдыха» В.П. Катаева — Костя Галушкин, Режиссер: Н.М. Горчаков, Т.Г. Василенко
- 1947 — «Человек с того света» В. Дыховичного и М. Слободского — Коля Самохин, Режиссер: Э.Б. Краснянский
- 1948 — «Лев Гурыч Синичкин» А. Бонди по (Д. Т. Ленскому) — Борзиков Федор Семенович, Режиссер: Э.Б. Краснянский
- 1949 — «Мешок соблазнов» Марка Твена — Дэвид Пинкертон, банкир, Режиссер: Н.В. Петров
- 1952 — «Личная жизнь» К.Я. Финна — Алексей Николаевич Хотимцев, Режиссеры: Ю. П. Егоров и Г. С. Победоносцев

### Фильмография
- 1940 — Моя любовь — Алексей, муж сестры (нет в титрах)
- 1950 — Смелые люди — Вадим Николаевич Белецкий
- 1953 — Застава в горах — Бен Стенли
- 1962 — Грешный ангел — Александр Данилович Телегин
- 1968 — Яблоко раздора — дед Жовтак
- 1968 — Кабачок «13 стульев» — пан Пузик
- 1969 — Швейк во Второй мировой войне — Герман Геринг
- 1971 — Когда море смеётся — шеф сыскного агентства
- 1975 — Дом, где разбивают сердца — Мадзини Данн
- 1976 — Пощëчина — Леонид Степанович

### Режиссёрские работы
- 1953 — «Баня» В. В. Маяковского
- 1958 — «Дым без огня» С.Л. Лунгина, И. Нусинова
- 1959 — «Волшебные кольца Альманзора» Т.Г. Габбе
- 1960 — «Слепое счастье» А.Ю. Кузнецова, Г.Г. Штайна
- 1965 — Двенадцатифунтовый взгляд (телеспектакль)

## Признание и награды
- Заслуженный артист Таджикской ССР (28.04.1945)
- Заслуженный артист РСФСР (10 апреля 1969 года) — за заслуги в области советского театрального искусства[1]